# Medvědi Beroun 1933
Medvědi Beroun 1933 – czeski klub hokejowy z siedzibą w Berounie. Występuje w 1. lidze.

## Dotychczasowe nazwy
- 1933 – Český lev Beroun
- 1953 – TJ Lokomotiva Beroun
- 1993 – H+S Beroun
- 1996 – HC Berounští Medvědi
- 2012 – Medvědi Beroun 1933